# Groningen Noord vasútállomás
Groningen Noord vasútállomás vasútállomás Hollandiában, Groningen községben, Groningen településen.

## Vasútvonalak
Az állomást az alábbi vasútvonalak érintik:
- Groningen–Delfzijl-vasútvonal

## Kapcsolódó állomások
A vasútállomáshoz az alábbi állomások vannak a legközelebb:
- Sauwerd vasútállomás
- Groningen vasútállomás